# Djelli
Le djelli (djali en anglais, mais qui peut aussi s'orthographier aussi diali, djeli, jali, jalli ou jeli) est une race bovine du Niger.

## Origine
Cette race est issue de zébus introduits en Afrique de l'Est vers -1800. Ils ont progressivement conquis l'Afrique subsaharienne à la faveur de l'assèchement du climat. Leur meilleure adaptation à ce climat que les bovins européens les a favorisés.
Elle provient du Niger où c'est une race traditionnellement élevée par les Peuls. On la rencontre également au nord du Nigéria et du Bénin et au Burkina Faso.

## Morphologie
Elle porte une robe généralement blanche mais il existe des variantes pie rouge, pie noire ou rouan. Les cornes sont de taille moyenne, en lyre haute. La variabilité génétique tient à la rencontre de populations bovines voisines lors de migrations saisonnières.
La vache pèse de 250 à 300 kg et le taureau de 300 à 350 kg. Ils mesurent entre 115 et 130 cm au garrot.

## Aptitudes
C'est une race traditionnelle des Peuls, élevée essentiellement pour sa viande. La vache donne deux à trois litres de lait sur 160 à 200 jours de lactation. Cette quantité suffit juste à nourrir le veau.
Les troupeaux sont élevés en nomadisme. La taille des troupeaux est un signe de respectabilité des familles et l'élevage n'a pas un caractère économique primordial. La recherche de rentabilité n'est donc pas une nécessité et la seule sélection opérée est la sélection naturelle. C'est la raison pour laquelle cette race est si bien adaptée à son milieu hostile du Sahel.